# ロレンツォ・ラマス
ロレンツォ・ラマス（Lorenzo Lamas, 1958年1月20日 - ）は、アメリカ合衆国出身の俳優である。

## 人物

### 私生活
2番目の妻ミシェル・スミスとの間には、一男一女がおり、このうち娘のシャイン・ラマスは女優である。
4番目の妻にして元プレイメイトであるショウナ・サンドとの間には3人の娘がいる。
サンドとの離婚後、同じく元プレイメイトであるバーバラ・ムーアと婚約するも、直前になって婚約破棄した。

## 出演作品

### テレビ
- インヴェイジョンUSA
- レネゲイド/反逆のヒーロー

### 映画
- ジュラシック・ブリーダー
- ブラッド・ヘブン
- ブレイザウェイ
- 感染源 BIOHAZARD
- ラプター・アイランド
- ブラッド・エンジェルズ
- DRAGON BATTLE EVOLUTION
- 747 エア・ターゲット
- フロム デプス
- パラダイスウィルス
- プリズン・エスケープ
- 黒武者
- SAMURAI サムライ
- レジェンド・オブ・サムライ
- エア・アメリカ/ミッションゼロ
- エア・ミッション　危険空域指令
- ヘリ・ミッション
- 特務司令エア･アメリカ
- ラスト・エージェント
- 地獄の殺人者
- デストラクション/制御不能
- サイバーテックP.D.
- マスク・オブ・デス/潜入捜査
- ミッドナイトマン
- アルティメット・ファイター
- アレクサ・リターンズ/C.I.A.2
- ハード・ポイント/死の血統
- バトル・ブレード/殺人ラインナップ
- ファイナル・ラウンド
- 殺人核弾頭キングコブラ
- コブラ・キラー3/刺青の掟
- バウンティ・ハンター/死の報酬
- レジェンド・オブ・アレクサンダー
- 殺人捜査網/地獄のアレクサ
- ファイナル・インパクト
- キリングストリート
- ナイト・ウォリアー
- コブラ・キラー2/炎の復讐
- コブラ・キラー
- ボディ・ロック
- ザ・ジャッカー
- ブルック・シールズのプリティ・ギャンブラー

### オリジナルビデオ
- メガ・シャークVSジャイアント・オクトパス
- インパクト・ゼロ
- 宇宙生物X